# 西南菲士蘭
西南菲士蘭（西弗里斯兰语：Súdwest-Fryslân）是荷蘭的一個市镇，位於荷蘭北部，在行政區劃上屬於弗里斯兰省。行政中心是斯內克。西南菲士蘭由六個市镇合併設立，是全荷蘭面積最大的市镇。

## 外部連結
- 维基共享资源上的相關多媒體資源：西南菲士蘭
- Official website（页面存档备份，存于）